# Myrmecia rowlandi
Espèce
Synonymes
- Myrmecia cardigaster
- Myrmecia cordata
- Myrmecia tarsata malandensis

Myrmecia rowlandi est une espèce de fourmi originaire d'Australie. Les plus fortes populations de cette fourmi géante se trouvent dans la région de la ville côtière de Cairns (péninsule du cap York dans l'État du Queensland), au nord-est du pays.
L'espèce est décrite pour la première fois en 1910.

## Nom vernaculaire et classement
Du fait de son agressivité, cet insecte social est aussi connu sous le nom vernaculaire de « fourmi bouledogue ».
La fourmi bouledogue appartient au genre Myrmecia, à la sous-famille Myrmeciinae.
La plupart des ancêtres des fourmis du genre Myrmecia n'ont été retrouvés que dans des fossiles, à l’exception de Nothomyrmecia macrops, seul parent vivant actuellement.

## Biologie
La taille des ouvrières de l'espèce Myrmecia rowlandi varie de 13 à 21 mm de long. Myrmecia rowlandi a généralement une tête noire, un thorax noir et un abdomen noir. Ses antennes sont rouges, ses mandibules de couleur jaune et ses pattes brunâtres. Sa tête, son thorax, son abdomen et ses pattes sont couverts de poils épars, très fins et courts, de couleur jaune.

## Source de la traduction
- (en) Cet article est partiellement ou en totalité issu de l’article de Wikipédia en anglais intitulé « Myrmecia rowlandi » (voir la liste des auteurs).